# Marta Walczykiewicz
Marta Anna Walczykiewicz (* 1. August 1987 in Kalisz, Woiwodschaft Großpolen) ist eine polnische Kanurennsportlerin.
Sie startet für den Club KTW Kalisz. Ihre Spezialdisziplin ist der 200-m-Sprint im Einer-Kajak (K1). Ihre größten Erfolge sind die Silbermedaillen bei den Kanurennsport-Weltmeisterschaften 2009 in Dartmouth (Kanada) im K-1, 2010 in Posen (Polen) im K-2 mit Ewelina Wojnarowska und 2011 in Szeged (Ungarn) im K-1, wo sie zudem mit der polnischen K-1-Staffel Bronze erreichte.
Bei Europameisterschaften und Weltcups der Jahre 2009 bis 2012 konnte sie mehrfach auf dem Siegertreppchen stehen und dabei Weltcupsiege erringen.
Bei ihrer Olympiateilnahme in London 2012 erreichte sie im K-1 über 200 m nur den siebten Platz, nachdem sie im Halbfinale noch die schnellste Zeit vorlegte. Im Vierer-Kajak über 500 m verpasste sie mit ihrer Mannschaft die Bronzemedaille knapp. Bei den Europaspielen 2015 in Baku gewann sie über 200 Meter im K1 die Goldmedaille.